# Oldsmobile F-Series
Oldsmobile F-Series – samochód osobowy klasy wyższej produkowany pod amerykańską marką Oldsmobile w latach 1928–1938.

## Galeria

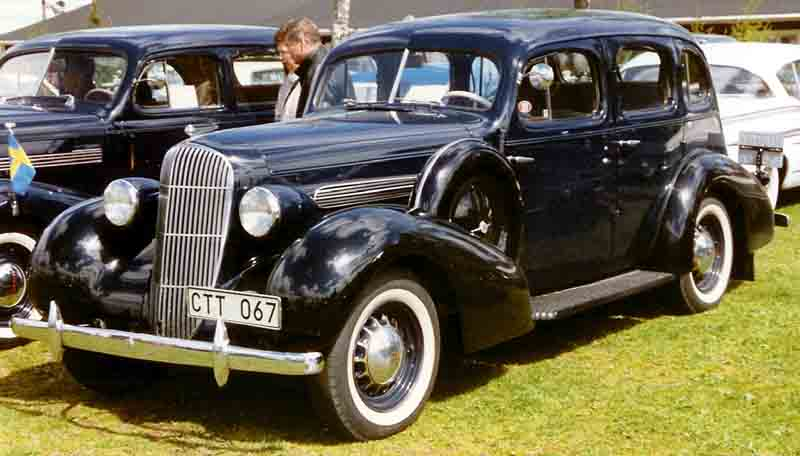
Oldsmobile F-Series II
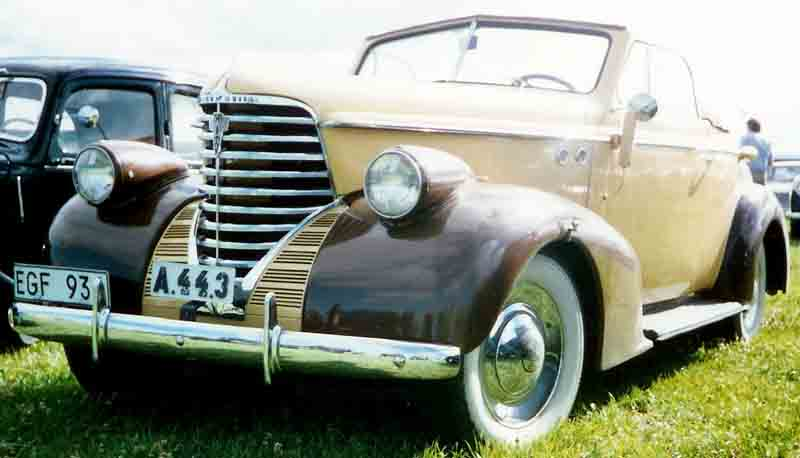
Oldsmobile F-Series II Cabriolet